# Peperomia racemifolia
Peperomia racemifolia är en pepparväxtart som beskrevs av William Trelease. Peperomia racemifolia ingår i släktet peperomior, och familjen pepparväxter. Inga underarter finns listade i Catalogue of Life.